# Rhodothyrsus
Rhodothyrsus är ett släkte av törelväxter. Rhodothyrsus ingår i familjen törelväxter.
Kladogram enligt Catalogue of Life:
| Rhodothyrsus | \| \| Rhodothyrsus hirsutus \| \| \| \| \| \| Rhodothyrsus macrophyllus \| \| \| \| |
|              | \| \| Rhodothyrsus hirsutus \| \| \| \| \| \| Rhodothyrsus macrophyllus \| \| \| \| |
|              | Rhodothyrsus hirsutus                                                               |
|              |                                                                                     |
|              | Rhodothyrsus macrophyllus                                                           |
|              |                                                                                     |